# Padres de la Patria de Chile

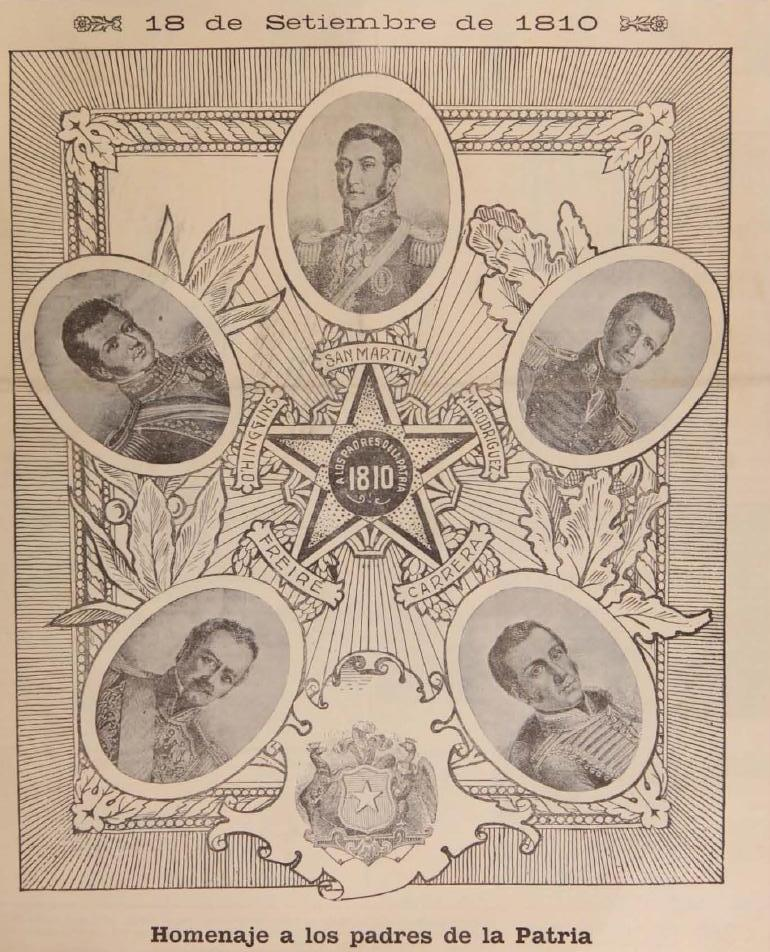
«Homenaje a los Padres de la Patria», en La Lira Chilena (1904). En el sentido de las agujas del reloj: José de San Martín, Manuel Rodríguez, José Miguel Carrera, Ramón Freire y Bernardo O'Higgins.

En Chile son reconocidos como «padres de la patria» los personajes que ayudaron como gobernantes o militares (libertadores) en el proceso de independencia de la Monarquía española. Principalmente ellos son: José Miguel Carrera, director supremo durante la Patria vieja; Manuel Rodríguez, figura clave durante la Reconquista; y el Libertador Bernardo O'Higgins, director supremo durante toda la Patria Nueva.

## Personajes principales

### José Miguel Carrera
José Miguel de la Carrera y Verdugo (Santiago de Chile, Imperio español; 15 de octubre de 1785-Mendoza, Provincias Unidas del Río de la Plata; 4 de septiembre de 1821) fue un político y militar chileno, prócer de la emancipación de Chile y destacado participante en las guerras de independencia. Es reconocido como uno de los «padres de la Patria de Chile», jefe de gobierno, el primer general en jefe del Ejército y el primer caudillo en la historia republicana de dicho país, y uno de los primeros de América.
Era descendiente de una familia aristocrática hispana y tras servir a las armas del rey de España en contra del ejército de Napoleón, volvió a Chile en julio de 1811. Después de sucesivos golpes de Estado, el 15 de noviembre de dicho año asumió como presidente de la Junta Provisional de Gobierno de la actualmente llamada Patria Vieja y, tras disolver el Congreso Nacional, asumió plenos poderes el 2 de diciembre. Su gobierno, abiertamente separatista con respecto al aparato estatal de España, tuvo que enfrentar la invasión que el virrey Abascal mandó a realizar desde Talcahuano, desencadenando así la Guerra por la Independencia de Chile.
Tras liderar el primer proceso emancipador chileno conocido como Patria Vieja y después de la batalla de Rancagua, la cual resulta en una derrota, Carrera encabeza el éxodo patriota y se retira de Chile junto con el resto de militares y ciudadanos a la ciudad argentina de Mendoza. Allí trató de reorganizar la liberación de su país, para lo cual decide viajar a los Estados Unidos, donde el presidente James Madison lo recibe, logrando organizar una escuadra naval con oficiales napoleónicos y norteamericanos, siendo considerado un iniciador de la Armada de Chile. Volvió a Sudamérica, pero la Logia Lautaro impidió que pudiera regresar a Chile. Su vida política y militar desde 1818 en adelante se transformó en una enconada lucha entre quienes gobernaban Chile y Argentina, de fuerte influencia británica, y quienes veían a la República como el ideal a seguir.

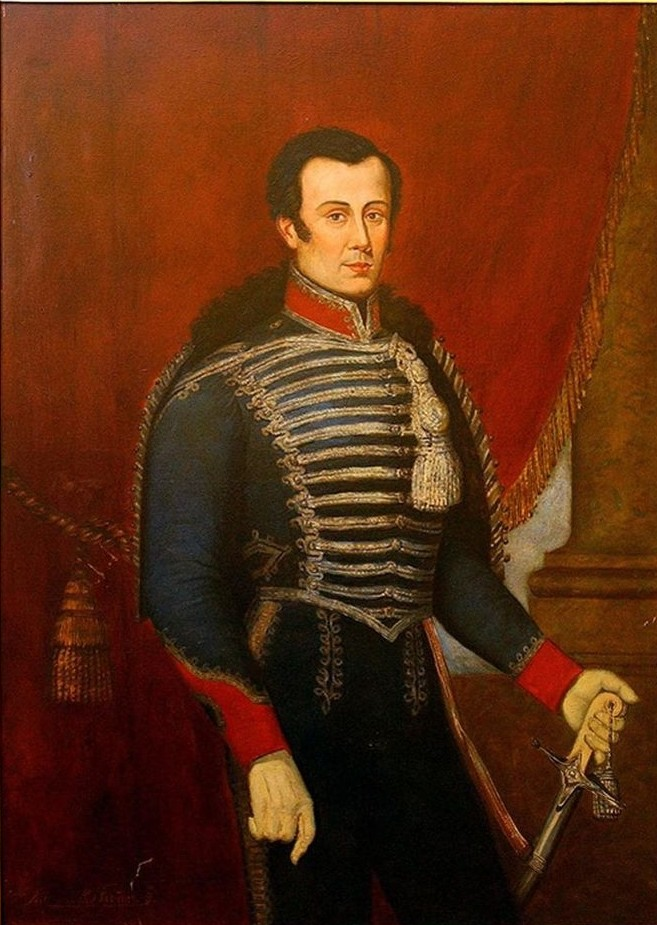

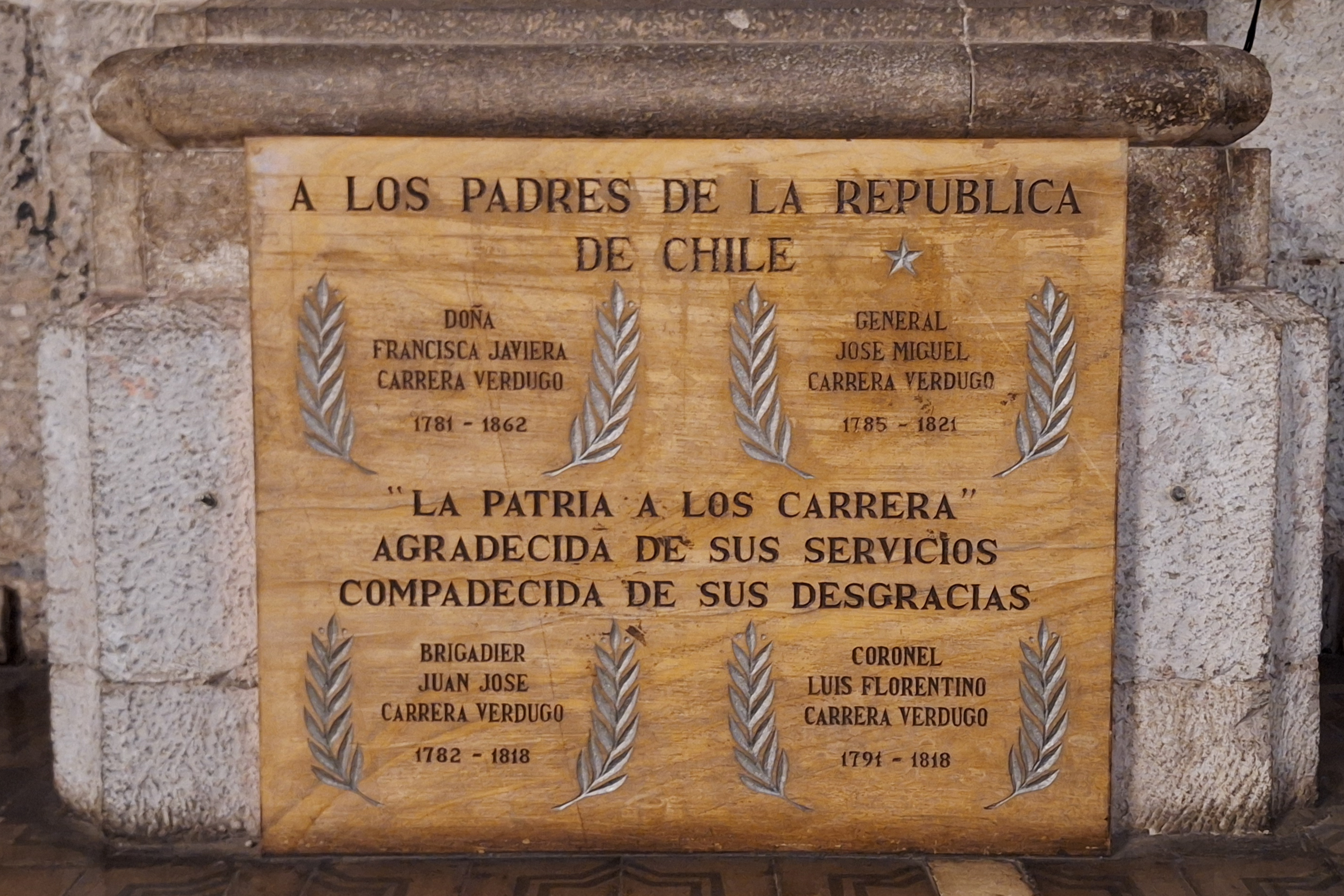
Tumba de los hermanos Carrera.

José Miguel Carrera dotó a su país no solo de una constitución política, sino también de una nueva institucionalidad —el Senado de 1812—, de sus primeros símbolos patrios —bandera y escudo—, de su primer periódico —la Aurora de Chile— y de la primera institución educacional del naciente país —el Instituto Nacional—. Sus restos yacen en la Catedral Metropolitana, junto a los de sus hermanos, bajo una lápida que reza: «A los padres de la República de Chile. "La Patria a los Carrera". Agradecida de sus servicios, compadecida de sus desgracias».

### Manuel Rodríguez
Manuel Javier Rodríguez y Erdoíza (Santiago, 25 de febrero de 1785-Tiltil, 26 de mayo de 1818) fue un patriota chileno que realizó innumerables acciones en diferentes cargos para lograr la independencia de Chile, como abogado, político, guerrillero y con el grado militar de Coronel, siendo reconocido como uno de los «padres de la Patria de Chile».
Durante la Patria Vieja, fue secretario de Hacienda y de Guerra del gobierno de José Miguel Carrera, además de su secretario personal. Pese a que hubo varios y graves desencuentros entre Carrera y Rodríguez, siempre retomaron su amistad, camaradería y trabajo en conjunto, razón por la cual fue la persona con quien Carrera gobernó más estrechamente.
En el periodo de la Reconquista española, su labor como guerrillero, espía y principal figura de la resistencia independentista en Chile lo transformó en mito y leyenda popular.

### Bernardo O'Higgins

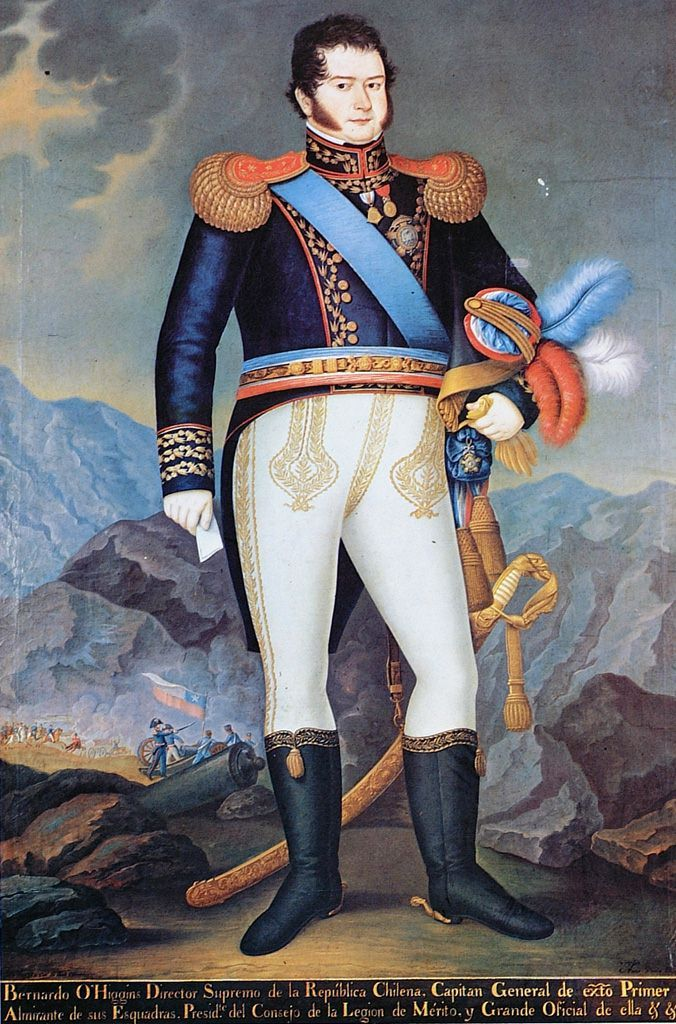

Bernardo O'Higgins Riquelme (San Bartolomé de Chillán y Gamboa, Imperio español; 20 de agosto de 1778-Lima, Perú; 24 de octubre de 1842) fue un militar y político chileno reconocido como uno de los «padres de la Patria de Chile» por su participación crucial en el proceso de independencia de Chile del Imperio español, tanto en la respectiva guerra como en el cargo de gobernante como director supremo entre 1817 y 1823, cuando consolidó su inicio como nación.
Era de ascendencia irlandesa y vasca; fue hijo de Ambrosio O'Higgins, quien antes de morir desempeñaba el cargo de virrey del Perú; y, de Isabel Riquelme, quien acompañó a su hijo durante el proceso de emancipación. Por instrucciones de su padre, estudió inicialmente en Chillán, luego en Lima y después en Londres (Inglaterra), donde fue azuzado por las ideas secesionistas de su profesor de matemáticas, Francisco de Miranda, quien después lo hizo miembro de la Logia de Lautaro. En 1801 regresó a Chile y se radicó en su hacienda de San José de Las Canteras, recibida en herencia, y se dedicó a las labores agrícolas.
Políticamente fue alcalde de Chillán en 1806, de Los Ángeles en 1810, diputado por la misma zona ante el Primer Congreso Nacional, entre julio y agosto de 1811, e intendente de Concepción en 1814. Más tarde se convirtió en militar sin formación. Durante el período de la Reconquista, organizó en Mendoza, junto con José de San Martín, el Ejército de los Andes, y dirigió la ofensiva chilena, con lo cual se logró la independencia de Chile en 1818, tras la batalla de Maipú.
Ejerció la jefatura del Estado bajo el título de director supremo en calidad de interino, siendo brigadier. Y en ese mismo cargo asumió la titularidad plena el 24 de marzo de 1818 y reasumió el 1 de abril de ese año. Reasumió nuevamente, el 14 de abril del mismo. Reasumió formalmente, siendo capitán general, el 3 de septiembre de 1820 y finalmente el 25 de noviembre de 1822, siendo capitán general.
Entre las obras de su gobierno destacaron la declaración formal de la independencia el 1 de enero de 1818 —ideal que él trajo a Chile en 1800—, la promulgación de las constituciones de 1818 y 1822, la fundación de la Armada de Chile, las escuelas Militar y Naval —esta última como Academia de Jóvenes Guardiamarinas—, y la organización y envío a Perú de la Expedición Libertadora. También dispuso la creación de la bandera chilena y el himno nacional actuales. Por otro lado, se tomaron medidas que generaron descontento entre la aristocracia criolla, como la abolición de los mayorazgos y los títulos de nobleza, la supresión de los escudos de armas y la creación de la Legión al Mérito. Debido a esta situación, disminuyó su respaldo político a su gestión, y para evitar un enfrentamiento mayor, abdicó el 28 de enero de 1823 y se fue exiliado a Lima (Perú), donde el Estado peruano le otorgó una hacienda en la que pasó sus últimos días.

## Otros personajes

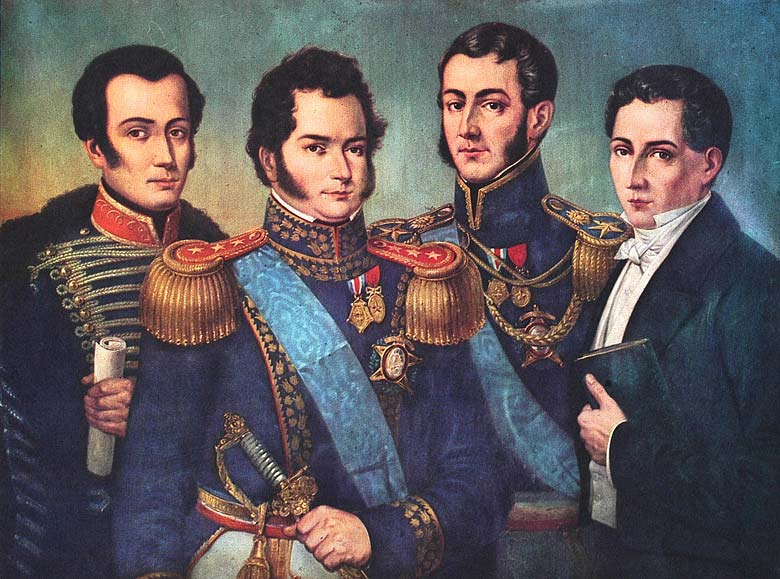
Los fundadores de Chile, de Otto Grashof (1854), donde aparecen Carrera, O'Higgins, San Martín y Portales.

En menor medida, también se señala a personajes tales como:
- José de San Martín:[14] general en jefe del Ejército de los Andes vencedor en Chacabuco y Maipú.
- Ramón Freire:[15] general y director supremo (1823-1826) que consiguió la anexión de Chiloé a Chile, líder del bando liberal derrotado en la batalla de Lircay; firmó el decreto que estableció oficialmente el nombre «Chile» para designar el país el 30 de julio de 1824.[16]
- Camilo Henríquez:[17] escritor, periodista, diputado y senador, director del primer periódico de su país, la Aurora de Chile.
- Diego Portales:[¿según quién?] político, comerciante, ministro del Interior, de Relaciones Exteriores y de Guerra y Marina en los gobiernos de Ovalle y Prieto, conocido por ser el «organizador de la República».[18]